# La Soule
Pour les articles homonymes, voir Soule.
Pour plus de détails, voir Fiche technique et Distribution.
La Soule est un film français réalisé par Michel Sibra, sorti en 1989.

## Synopsis
En 1813, la Grande Armée est vaincue à la bataille de Vitoria dans le Royaume d'Espagne. Pendant la débâcle, le lieutenant de dragons Pierre Cursey se fait voler ses chevaux par un fuyard, le sergent François Lemercier.
En 1815, après la chute de Napoléon, Cursey part à la recherche de Lemercier, qu'il retrouve dans un village de Dordogne. Ils s'affronteront par le biais d'un sport extrêmement violent, parfois mortel, la soule, chacun dirigeant son équipe.

## Fiche technique
- Réalisateur : Michel Sibra
- Scénariste  : Jacques Emond et Michel Sibra
- Musique du film :  Nicola Piovani
- Directeur de la photographie : Jean-Jacques Bouhon
- Décors : Jacques Rouxel
- Costumes : Mic Cheminal
- Son : Laurent Quaglio
- Montage :  Élisabeth Couque
- Production : Michel Frichet, Marie-Christine de Montbrial
- Sociétés de production : Agepro Cinéma, LBF, M.F. Productions et TF1 Films Production
- Pays d'origine  :  France
- Genre : drame historique
- Date de sortie : France, 8 février 1989

## Distribution
- Richard Bohringer : le sergent François Lemercier
- Christophe Malavoy : le lieutenant Pierre Cursey
- Marianne Basler : Marion
- Roland Blanche : Gauberlin
- Jean-Pierre Sentier : le curé
- Jean-François Stévenin : le colonel Valbert
- Éric Marion : Marie-Joseph Granier
- Olivier Achard : le bagnard 2
- Pierre Forget : Étienne Granier
- François Caron : un paysan
- Harry Cleven : le royaliste 1
- Yohan Domengie : Nicolas
- Michel Fortin : Graillat
- Gérard Loussine : Yergente
- Yannick Saillet : le royaliste 3
- Jean-François Vlérick : le dragon
- Jeffrey Kime : l'officier anglais
- Yann le Bonniec : Courtiaud
- Bruno Lecomte : Benacieux
- Pascal Lopez : le royaliste 2
- Jérôme Lévy : le fils Granier
- Fabien Orcier : Vincent Fourchon
- Julie Ravix : Madame Valbert
- Jean-Jacques Scheffer : le bagnard 1

## Tournage
Pendant l'été 1988, le tournage s'est effectué en Dordogne, à Beaumont-du-Périgord et Issigeac.

## Appréciation critique
« Michel Sibra, dont c'est le premier long métrage, a brossé une bataille spectaculaire et une chronique attachante. Christophe Malavoy et Richard Bohringer s'affrontent dans des rôles où on ne les attendait pas. Comédiens puissants, ils font un peu d'ombre à leurs partenaires.[...] Symbole plus charmant qu'efficace, La Soule est un film d'hommes et d'action. »

— Le Monde, 11 février 1989

## Ressortie
Le film ressort dans une version restaurée en septembre 2023 à l'occasion de la Coupe du monde de rugby à XV organisée en France.